# Perlongipalpus saaristoi
Perlongipalpus saaristoi is een spinnensoort in de taxonomische indeling van de hangmatspinnen (Linyphiidae).
Het dier behoort tot het geslacht Perlongipalpus. De wetenschappelijke naam van de soort werd voor het eerst geldig gepubliceerd in 2008 door Yuri M. Marusik & Koponen.